# Verbandsgemeinde Heidesheim am Rhein
Verbandsgemeinde Heidesheim am Rhein – dawna gmina związkowa w Niemczech, w kraju związkowym Nadrenia-Palatynat, w powiecie Mainz-Bingen. Siedziba gminy związkowej znajdowała się w miejscowości Heidesheim am Rhein.

## Podział administracyjny
Gmina związkowa zrzeszała dwie gminy wiejskie (Gemeinde):
1. Heidesheim am Rhein
2. Wackernheim

1 lipca 2019 gmina związkowa została rozwiązana, a jej gminy przyłączono do miasta Ingelheim am Rhein.